# Владилен Фьодоров
Владилен Николаевич Фьодоров (на руски: Владилен Николаевич Федоров) е руски офицер, генерал-майор от КГБ.
Роден е на 8 май 1924 година в Балта в руско семейство. От 1942 година учи френски и турски в институт на ГРУ, а през 1946 – 1947 година е в България, където работи в редакцията на турскоезичен вестник. През 1954 година завършва Военно-дипломатическата академия и е прехвърлен в разузнавателното управление на КГБ. През следващите години работи в Турция (1955 – 1960, 1969 – 1972) и Ирак (1962 – 1967), през 1980 – 1982 година ръководи отдела за арабските страни в разузнавателното управление. През 1982 – 1990 година оглавява представителството на КГБ в България, а след връщането си се пенсионира.
Владилен Фьодоров умира на 1 май 2003 година.